# Junção tripla dos Açores

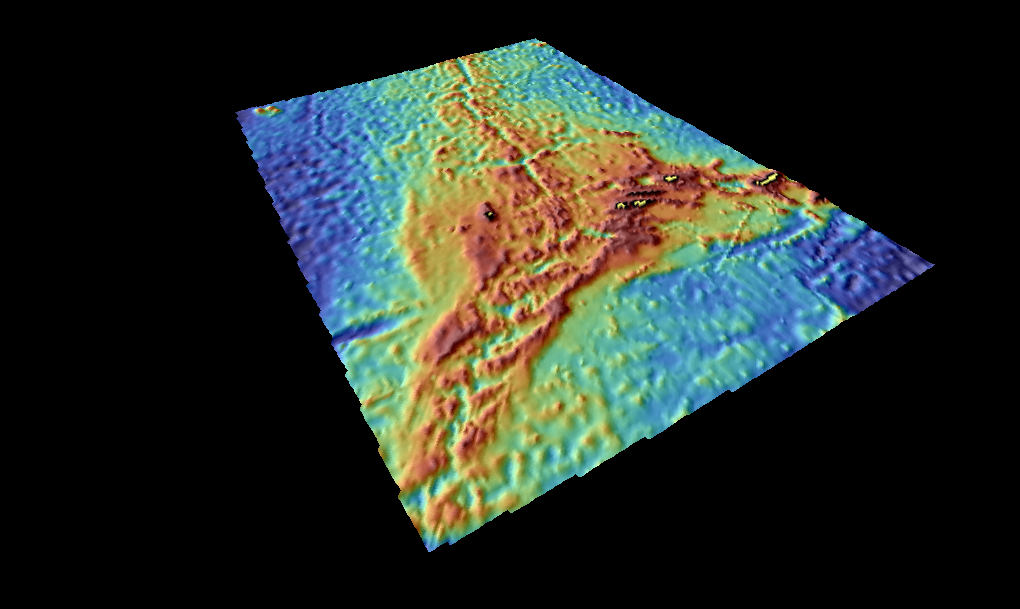
Geomorfologia em torno da Junção Tripla dos Açores.

Localização das principais placas tectónicas

A junção tripla dos Açores é uma junção tripla entre placas tectónicas situada na Dorsal Média Atlântica, na região do Atlântico Norte em torno do arquipélago dos Açores. A estrutura é formada pelos limites das placas africana, euroasiática e norte-americana, que se intersectam ao longo do eixo do rifte mesoatlântico.

## Descrição
A Tripla Junção dos Açores é formada pela convergência sobre a Dorsal Média do Atlântico dos limites geológicos da Placa Euroasiática (a leste da Dorsal), da Placa Norte-americana (a oeste da dorsal) e da Placa Africana para sueste da região de junção tripla.
A tripla junção assim formada está localizada ao longo da Dorsal Média do Atlântico na região do Grupo Central dos Açores, numa posição a oeste do Estreito de Gibraltar, com o qual está ligada pelo limite entre as placas Euro-asiática e Africana. Esta estruturação leva a que a Junção Tripla dos Açores seja classificada como pertencente às junções triplas da «categoria R-R-R» (de ridge-ridge-ridge já que os três limites estão associados a estruturas de rifte) do «tipo T» (devido à sua forma em T que resulta da intersecção quase perpendicular da Dorsal Média do Atlântico, de direcção norte-sul, com o rifte da Terceira e o seu prolongamento pela Falha Gloria (ou falha transformante Açores-Gibraltar), de direcção WNW-ESE, que corresponde ao segmento mais ocidental da Zona de Fractura Açores-Gibraltar.
A complexidade da estrutura levou à formação de uma região planáltica, grosseiramente triangular, frequentemente designada por Microplaca dos Açores.